# Laurento
| Mapa do Velho Lácio (Latium vetus) |
| --- |
| Carséolos Nersas Caméria Ereto Ferônia Ceros Álsio Cere Orvínio Cures Capena Ferentino Anagnia Vitélia Alba Longa Laurento Lavínio Bovilas Arícia Lanúvio Velitras Sígnia Artena Tolério Bolas Pedo Labico Nomento Crustumério Careias Frégenas Óstia Vária Empulo Tibur Preneste Gábios Túsculo Fidenas Veios Antêmnas Roma Lácio Adjeto Etrúria |

Laurento (em latim: Laurentum) foi uma cidade da Antiga Roma, situada no Lácio, entre Ostia e Lavínio. Os escritores romanos afirmavam que era a antiga capital dos latinos, antes da morte do lendário rei Latino, após a qual Lavínio foi a capital. Em épocas históricas, Laurento uniu-se com Lavínio, com o nome de Lauro-Lavínio.
Durante o Império, Laurento foi a sede da villa imperial. Plínio, o Jovem tinha também uma villa na área.
Laurêncio (feminino Laurência), que significa "de Laurento", foi um nome comum que sobrevive nas formas "Laurentino" e "Lourenço".